# Somerset East
Somerset East (afrikaans: Somerset-Oos), seit 2023 offiziell KwaNojoli, ist eine Stadt in der Gemeinde Blue Crane Route, Distrikt Sarah Baartman, Provinz Ostkap in Südafrika. Sie liegt 180 Kilometer von Gqeberha entfernt. Die Stadt ist auch der Sitz der Gemeindeverwaltung. 2011 hatte sie, zusammen mit dem Township KwaNojoli, 18.825 Einwohner.
Die erste Ansiedlung unter dem Namen „Somerset“ fand hier 1815 statt, um Futter für die Pferde der britischen Kavallerie zu produzieren. Die heutige Stadt selbst wurde 1825 durch Lord Charles Henry Somerset gegründet; Stadtrechte erhielt sie 1837. Um Verwechslungen mit Somerset West zu vermeiden, wurde dem Namen später der Zusatz East angefügt.

## Sehenswürdigkeiten
- Bosberg Nature Reserve (2050 Hektar)
- Somerset East Museum
  - Kurz nach der Stadtgründung wurde den methodistischen Missionaren ein Stück Land zum Bau einer Kapelle und eines Friedhofes zugeteilt. Kurz nach der Fertigstellung der Kapelle 1828 ging die Kapelle und das dazugehörende Grundstück in den Besitz der Niederländisch-reformierten Kirche über. 1835 wurde die Kapelle dann zum Pfarrhaus. Zum Museum wurde das Gebäude dann 1975 zum 150. Geburtstag der Stadt.
- Voortrekker Hall Museum

### Nationaldenkmäler
- Hope Church
- Hope Church Parsonage (das Pfarrhaus der Kirche)
- 49 Paulet Street, 60 Paulet Street, 62 Paulet Street und 154 Nojoli Street (aus den Gründertagen der Stadt zwischen 1825 und 1830)
- Bellevue Seminary (ehemalige Mädchenschule)
- Mill House (historisches georgianisches Wohnhaus)
- Kirchengebäude der Niederländisch-reformierten Kirche (1883)
- Gill College (1869)
- Gill College House (1892)

## Töchter und Söhne der Stadt
- Ivan Mitford-Barberton (1896–1976), Bildhauer und Autor
- Eve Palmer (1916–1998), Journalistin, Botanikerin, Naturschützerin und Autorin